# Sieghartskirchen
Sieghartskirchen ist eine Marktgemeinde mit 7813 Einwohnern (Stand 1. Jänner 2025) im Bezirk Tulln in Niederösterreich.

## Geografie
Die Fläche der Marktgemeinde umfasst 61,59 Quadratkilometer auf 24 Katastralgemeinden. 36,01 Prozent der Fläche sind bewaldet.
Das Gemeindegebiet liegt überwiegend im Einzugsgebiet der Kleinen Tulln, von der Sieghartskirchen auch selbst durchflossen wird. Der Nordwesten liegt an der Großen Tulln, ganz im Osten gibt es kleine Gebiete, die über den Altbach und den Hauptgraben zur Bie oder jenseits des Riederbergs in den Gablitzbach entwässern.
Die höchsten Erhebungen liegen im Südosten im Flysch-Wienerwald, wo nordöstlich des Riederbergs auf der Westschulter des Rauchbuchberges (ca. 435 m ü. A.) auch die höchste des Gemeindegebiets liegt. Weiters zu nennen sind hier der Klosterberg bei Ried (420 m ü. A.) und der Frauenberg (382 m ü. A.) und der Haberg (409 m ü. A.) bei Kogl. Der Flyschzone vorgelagert liegt die Subalpine Molasse mit der Hohen Warte (400 m ü. A., vgl. Buchberg bei Neulengbach) zwischen Elsbach und Rappoltenkirchen. Der Norden und Westen liegt in der Molassezone, die hier aus Robulus-Schlier besteht und am Breiten Anger (374 m ü. A., zwischen Röhrenbach und Dietersdorf) die höchste Erhebung erreicht.

### Gemeindegliederung
Das Gemeindegebiet umfasst folgende 25 Ortschaften (in Klammern Einwohnerzahl Stand 1. Jänner 2025):
- Abstetten (203)
- Dietersdorf (311)
- Einsiedl (94)
- Elsbach (600)
- Flachberg (55)
- Gerersdorf (67)
- Gollarn (142)
- Henzing (179)
- Kogl (410)
- Kracking (20)
- Kreuth (190)
- Kronstein (22)
- Ollern (522)
- Öpping (88)
- Penzing (43)
- Plankenberg (299)
- Ranzelsdorf (90)
- Rappoltenkirchen (469) samt Tirolersiedlung
- Reichersberg (169)
- Ried am Riederberg (331)
- Riederberg (922) samt Waldheim und Weideck
- Röhrenbach (166)
- Sieghartskirchen (2167)
- Wagendorf (60)
- Weinzierl (194)

Die Gemeinde besteht aus den Katastralgemeinden Abstetten, Dietersdorf, Einsiedl, Elsbach, Flachberg, Gerersdorf, Gollarn, Henzing, Kogl, Kraking, Kreuth, Kronstein, Oepping, Ollern, Penzing, Plankenberg, Ranzelsdorf, Rappoltenkirchen, Reichersberg, Ried am Riederberg, Röhrenbach, Sieghartskirchen, Wagendorf und Weinzierl bei Ollern. Alle Ortschaften bis auf Riederberg (zu Ollern) sind gleichzeitig auch Katastralgemeinden.

### Nachbargemeinden
| Michelhausen    | Judenau-Baumgarten                          | Tulln an der Donau   |
| Asperhofen (PL) | Kompassrose, die auf Nachbargemeinden zeigt | Tulbing Gablitz (PL) |
|                 | Pressbaum (PL)                              | Tullnerbach (PL)     |

## Geschichte
Die älteste Nennung eines Ortes im Gemeindegebiet von Sieghartskirchen bezieht sich auf Abstetten, das zwischen 983 und 991 als „Abbatesteti“ erstmals in einem Weistum aufscheint.
Alle Pfarren im Raum Sieghartskirchen entstanden durch die Abspaltung der großräumigen karolingischen Urpfarre Abstetten. Mittelpunkt der mittelalterlichen Siedlungsanlage Sieghartskirchens war die wehrhafte Kirche, errichtet auf einer Anhöhe und umgeben von Pfarrhof und Friedhof. Am Fuße des Kirchenhügels breitete sich eine unregelmäßige Siedlung aus, die später Richtung Preßbaumer Straße planmäßig als Straßendorf erweitert wurde.
Der Ortsname Sieghartskirchen leitet sich von einem Sieghard ab, der hier die Kirche gegründet und wohl dem Geschlecht der Sieghardinger angehört hat. Die erste urkundliche Erwähnung Sieghartskirchens datiert aus dem Jahr 1051. Der deutsche Kaiser Heinrich III. schenkte damals das Reichsgut Sieghartskirchen dem Marienstift in Hainburg.
Im Jahre 1228 übertrug der bayrische Pfalzgraf Rapoto II. von Ortenburg die Pfarre Sieghartskirchen an das Augustiner-Chorherrenstift Baumburg in Bayern, das seine Rechte bis zur Aufhebung des Stiftes im Jahr 1803 wahren konnte.
Sieghartskirchen hatte sich schon im Mittelalter zu einem lokalen Marktzentrum entwickelt, das vor allem Vorteile an der Reichsstraße Wien–Linz ziehen konnte. Die erste gesicherte Nennung, die Sieghartskirchen als Markt ausweist, enthält ein Urbar der Pfarre aus dem Jahr 1581.
1590 war Ried bei Riedersberg Epizentrum des bisher schwersten Erdbebens in Österreich, bei dem in Wien unter anderem ein Kirchturm einstürzte.
Im 16. Jahrhundert wurde in Sieghartskirchen eine Poststation an der Wiener Reichsstraße eingerichtet, die bis zur Erbauung der Eisenbahnen im 19. Jahrhundert eine bedeutende Rolle spielte. Denn lange Zeit führte die von Wien nach Westen führende Hauptverkehrslinie durch Sieghartskirchen. Sieghartskirchen verpasste im 19. Jahrhundert den Anschluss an das Eisenbahnnetz; die zahlreichen Projekte einer Wienerwaldbahn scheiterten alle an der Frage der Finanzierung.
Durch die Poststation wurde Sieghartskirchen seit etwa 1700 ein beliebter Übernachtungsort. Vom 19. Jahrhundert bis zum Zweiten Weltkrieg war es eine gern aufgesuchte Sommerfrische. Seit der Zwischenkriegszeit ist das Gemeindegebiet, ausgehend vom Riederberggebiet, zu einem bevorzugten Siedlungsgebiet von Wienern geworden.
1934 wurde in der Ortschaft Ollern der Landwirt und Hofbesitzer Alois Gaidosch sen. durch seinen Sohn ermordet. Der Täter wurde bald darauf verhaftet, beim Prozess im Landesgericht für Strafsachen Wien für schuldig befunden, zum Tode verurteilt und hingerichtet.
Waren früher ein Ziegelofen, zwei Sägewerke und ein Textilbetrieb die größten Betriebe in Sieghartskirchen, so ist heute mit rund 370 Beschäftigten die Fleischwarenerzeugung Rudolf Berger das größte Unternehmen der Gemeinde. Die Fleischhauerei Berger war 1890 von Michael Berger gegründet worden, er war damals noch mit einem Handkarren unterwegs.
Im Jahr 1980 erwarb die Gemeinde das ehemalige Posthaus mit dem weitläufigen Park und adaptierte das klassizistische Gebäude als Rathaus.

### Einwohnerentwicklung
Nach dem Ergebnis der Volkszählung 1869 gab es 4353 Einwohner. Nach dem Ersten Weltkrieg stagnierte die Einwohnerzahl lange Zeit oder ging sogar zurück. Der niedrigste Wert wurde 1961 mit 4007 Einwohnern erreicht. Seit den Siebzigerjahren des 20. Jahrhunderts wächst die Bevölkerung wieder: 1991 hatte die Marktgemeinde 5812 Einwohner, 2001 waren es 6674 und im Jahr 2010 schließlich 7011.
| Sieghartskirchen: Einwohnerzahlen von 1869 bis 2025 | Sieghartskirchen: Einwohnerzahlen von 1869 bis 2025 | Sieghartskirchen: Einwohnerzahlen von 1869 bis 2025 | Sieghartskirchen: Einwohnerzahlen von 1869 bis 2025 | Sieghartskirchen: Einwohnerzahlen von 1869 bis 2025 |
| --------------------------------------------------- | --------------------------------------------------- | --------------------------------------------------- | --------------------------------------------------- | --------------------------------------------------- |
| Jahr                                                |                                                     |                                                     |                                                     | Einwohner                                           |
| 1869                                                | 1869                                                |                                                     | 4.353                                               | 4.353                                               |
| 1880                                                | 1880                                                |                                                     | 4.385                                               | 4.385                                               |
| 1890                                                | 1890                                                |                                                     | 4.397                                               | 4.397                                               |
| 1900                                                | 1900                                                |                                                     | 4.400                                               | 4.400                                               |
| 1910                                                | 1910                                                |                                                     | 4.552                                               | 4.552                                               |
| 1923                                                | 1923                                                |                                                     | 4.216                                               | 4.216                                               |
| 1934                                                | 1934                                                |                                                     | 4.152                                               | 4.152                                               |
| 1939                                                | 1939                                                |                                                     | 4.072                                               | 4.072                                               |
| 1951                                                | 1951                                                |                                                     | 4.044                                               | 4.044                                               |
| 1961                                                | 1961                                                |                                                     | 4.007                                               | 4.007                                               |
| 1971                                                | 1971                                                |                                                     | 4.282                                               | 4.282                                               |
| 1981                                                | 1981                                                |                                                     | 5.061                                               | 5.061                                               |
| 1991                                                | 1991                                                |                                                     | 5.812                                               | 5.812                                               |
| 2001                                                | 2001                                                |                                                     | 6.674                                               | 6.674                                               |
| 2011                                                | 2011                                                |                                                     | 7.129                                               | 7.129                                               |
| 2021                                                | 2021                                                |                                                     | 7.751                                               | 7.751                                               |
| 2025                                                | 2025                                                |                                                     | 7.813                                               | 7.813                                               |
| Quelle(n): Statistik Austria, Gebietsstand 1.1.2021 |                                                     |                                                     |                                                     |                                                     |

## Kultur und Sehenswürdigkeiten

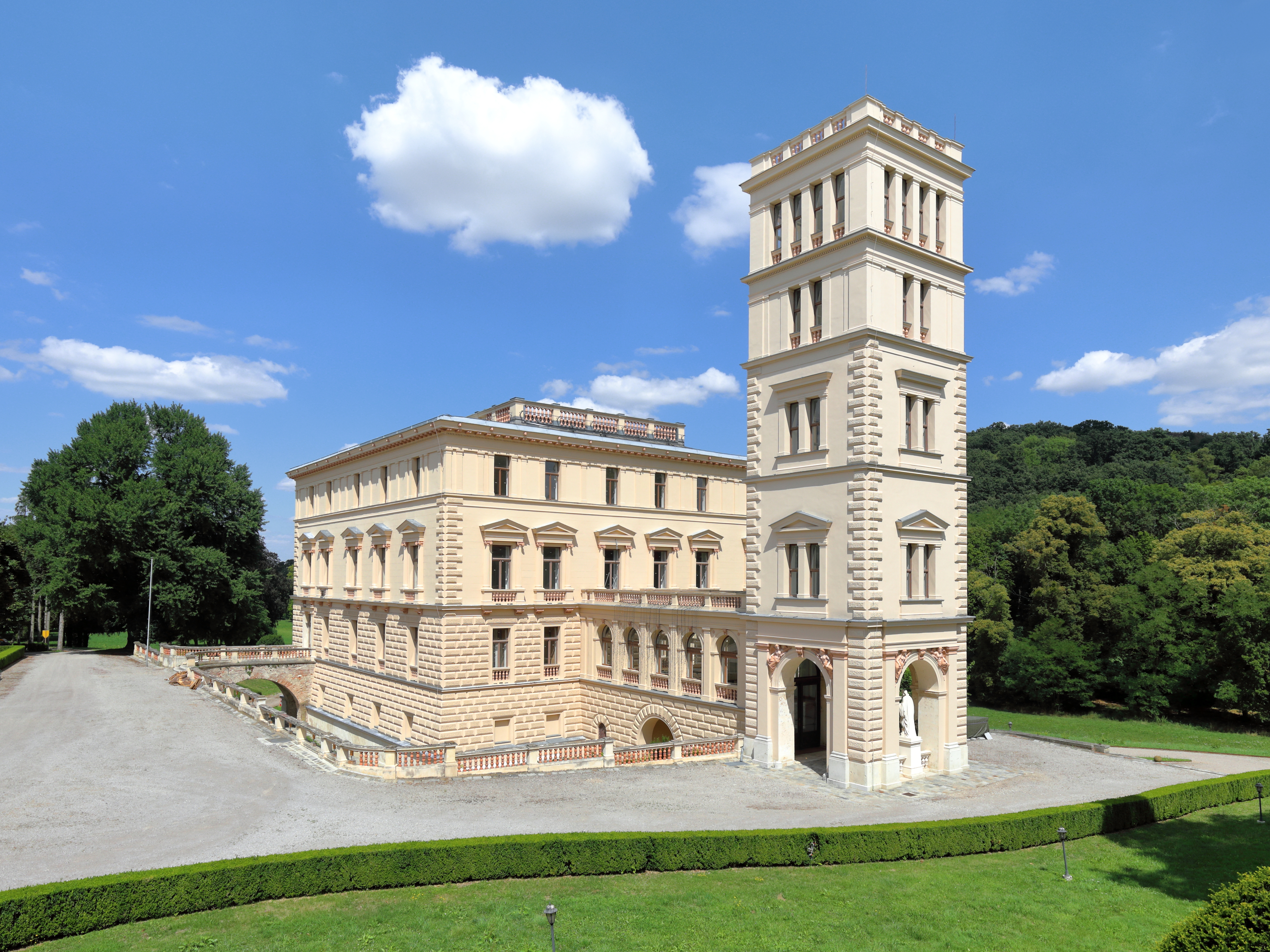
Schloss Rappoltenkirchen

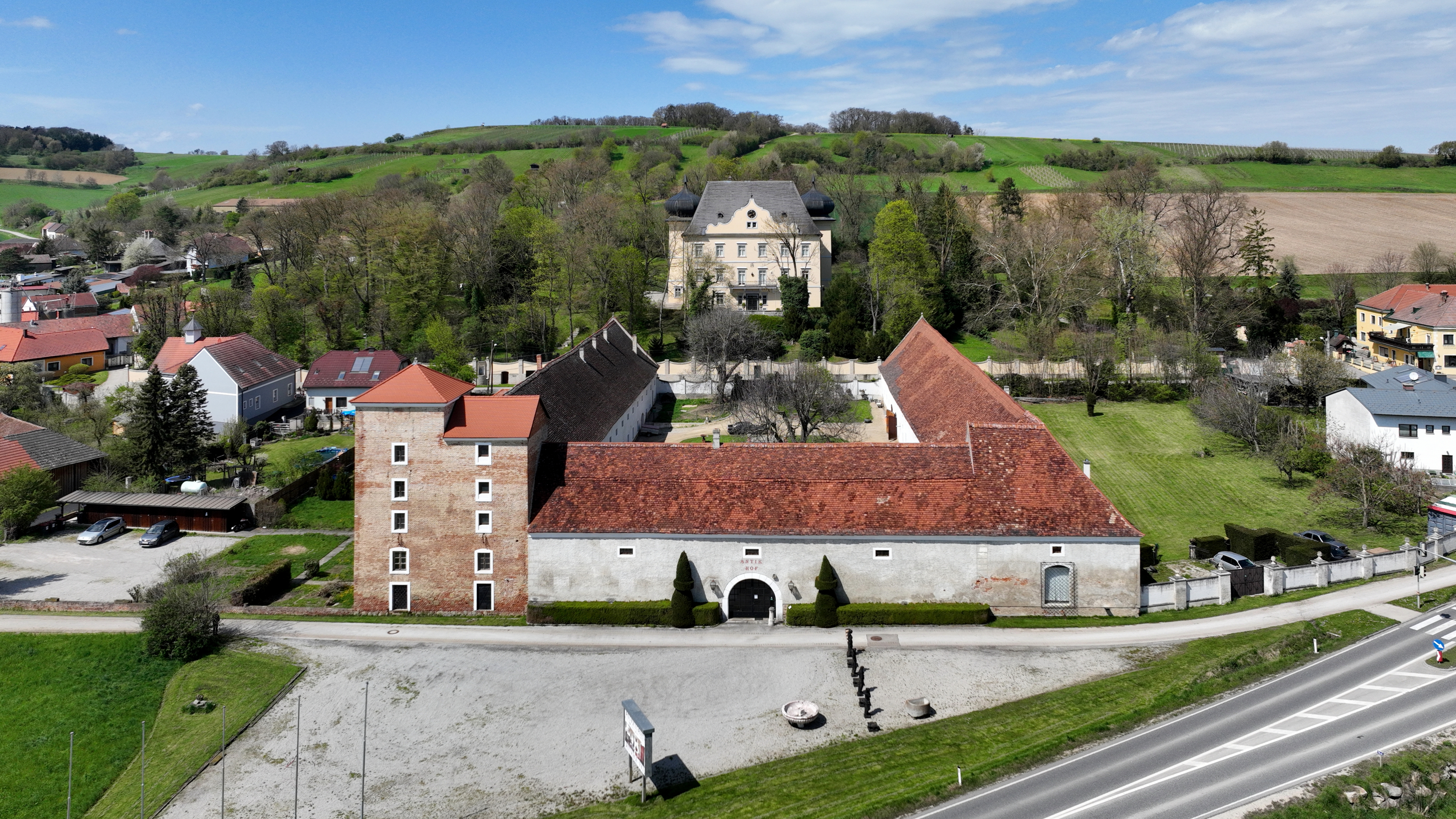
Schloss Plankenberg mit dem Meierhof davor

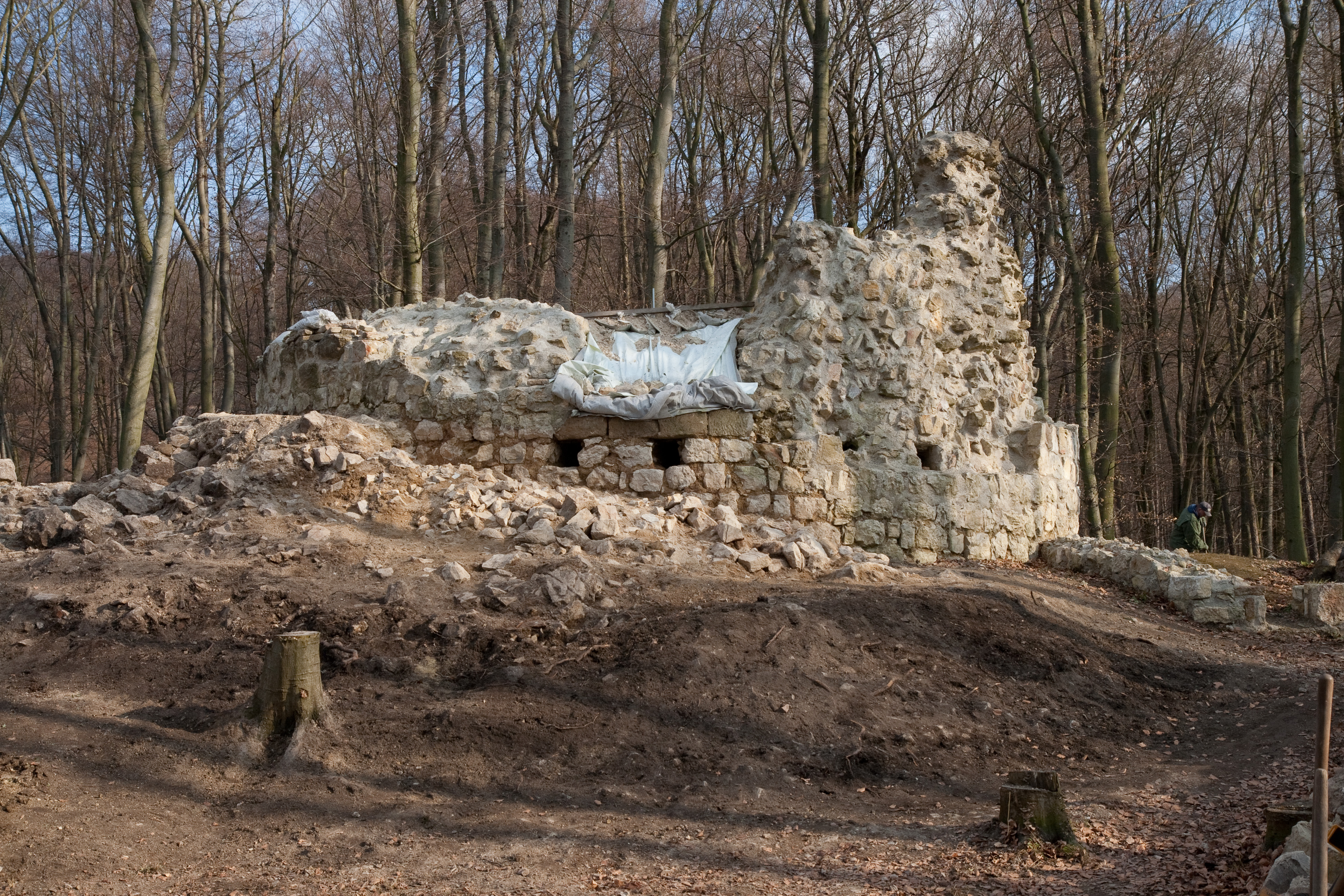
Burgruine Ried am Riederberg

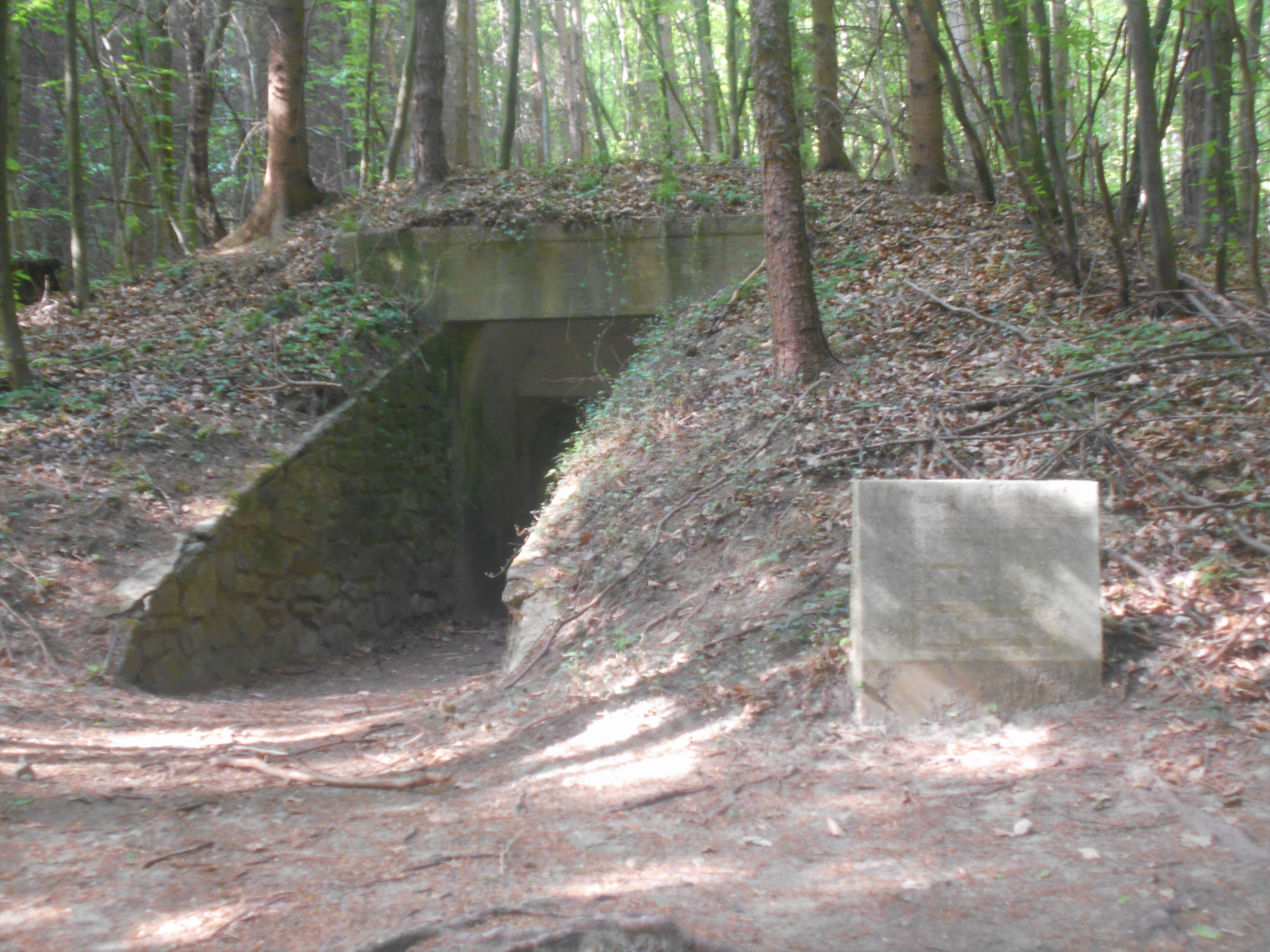
Das „Römergrab“ mit der sichtbar gemachten Grabkammer

- Burgruine Ried am Riederberg: Auf dem Hausberg rund 1 km südlich von Ried am Riederberg befinden sich die baulichen Reste der vermutlich im 12. Jahrhundert errichteten Burg Ried, welche bis in die erste Hälfte des 15. Jahrhunderts als Sitz des Adelsgeschlechts der Schenken von Ried nachweisbar ist. Die heutige Ruine besteht aus einer romanischen Rundturmruine, die sich aufgrund der Bautechnik spätestens in die erste Hälfte des 13. Jahrhunderts einordnen lässt. Reste von Mauerzügen eines Zwingers und einer Vorburg aus dem späten 14. Jahrhundert sind noch erkennbar. Die Wall- und Grabensysteme reichen bis ins Tal. Die Ruine wurde im 17. Jahrhundert als Steinbruch genutzt und abgetragen, wie archäologische Funde belegen. Seit 2010 wird die denkmalgeschützte Burganlage archäologisch erforscht und saniert.

- Katholische Pfarrkirche Abstetten hl. Martin: Die Kirche steht erhöht mittig im Ort Abstetten mit einem Friedhof mit einer Böschungsmauer umgeben. Die barockisierte gotische Kirche hat einen mächtigen – weithin sichtbaren – Turm.
- Katholische Pfarrkirche Ried am Riederberg hl. Johannes der Täufer
- Katholische Pfarrkirche Ollern hl. Rochus
- Katholische Pfarrkirche Rappoltenkirchen hl. Georg
- Katholische Pfarrkirche Sieghartskirchen hl. Margareta
- Schloss Plankenberg: Einige Orte der Region sind auch durch verschiedene historische Ereignisse überregional bekannt. Im Jagdschloss Plankenberg, einem im 17. Jahrhundert errichteten dreigeschoßigen Bau, war zwischen 1814 und 1826 eine Erziehungsanstalt für Adelige untergebracht. Ab dem Jahr 1885 bewohnte der Landschaftsmaler Emil Jakob Schindler mit seiner Frau und seinen beiden Töchtern Schloss Plankenberg. Er scharte einen kleinen Kreis von Künstlern um sich; Marie Egner, Tina Blau, Olga Wisinger-Florian, Carl Moll, Theodor von Hörmann und Hugo Darnaut zählen zum Plankenberger Malerkreis, dessen Werke dem österreichischen Stimmungsimpressionismus zugerechnet werden. Ein Lieblingsmotiv Schindlers war die unweit von Schloss Plankenberg vorüberführende Pappelallee der Linzer Reichsstraße. Dieser Allee widmete Schindler drei monumentale Darstellungen. Alma Mahler-Werfel, Schindlers Tochter, verbrachte Jahre ihrer Kindheit in Plankenberg. In ihrem Buch Mein Leben schreibt sie darüber: „Meine Kindheit verbrachte ich meist in diesem alten Schlosse. Es war für mich voll Grauen, Legenden und Schönheit.“

- Schloss Rappoltenkirchen: Auch in Rappoltenkirchen ist das Schloss das bedeutendste Bauwerk des gleichnamigen Ortes. Anfang des 19. Jahrhunderts gelangten die Herrschaft und das Schloss Rappoltenkirchen in den Besitz der griechischen Familie Sina. Georg Simon Sina (1783–1856) war der bedeutendste Finanzmann der griechischen Kolonie in Wien, er galt nach Rothschild damals als der zweitreichste Mann Österreichs. An der Ostseite des Schlossparkes ließ Sina 1854 ein großes Mausoleum erbauen. Dort ruhten von 1906 bis 1964 die Gebeine des griechischen Freiheitshelden Alexander Fürst Ypsilanti, nach der Beisetzung auf dem Sankt Marxer Friedhof in Wien, sie wurden 1964 nach Thessaloniki überstellt. Freiherr Simon Georg Sina beauftragte den aus Dänemark gebürtigen Theophil Hansen, der in Wien unter anderem das Parlamentsgebäude und die Börse erbaut hatte, mit dem Umbau des Schlosses Rappoltenkirchen. Hansen gestaltete es im neoklassizistischen Stil zu einem „Ringstraßenpalais im Wienerwald“ um. Über eine Tochter Sinas kam Schloss Rappoltenkirchen in den Besitz der griechischen Familie Ypsilanti, die es bis Ende des 20. Jahrhunderts besaß.

- Riederbergstraße: Die Straße von Ried am Riederberg auf die Riederberghöhe, ein Teil der Wiener Straße, war lange Zeit wegen der beträchtlichen Steigung gefürchtet. Fuhrwerke benötigten einen Vorspann, Mitte des 19. Jahrhunderts kam es zum Ausbau der Riederbergstraße in Form von Serpentinen. Mit dem Aufkommen des Automobils wurden immer wieder „Bergrennen“ veranstaltet. Auch mit der Pflasterung der Straße 1934 blieb die Gefährlichkeit der Straße bestehen, wo sich bei regennasser Fahrbahn im Bereich der Serpentinen spektakuläre Unfälle ereigneten.

- „Römergrab“: in Kronstein, an der Gemeindegrenze zu Pressbaum stehen mehrere norisch-pannonische Hügelgräber. Beim größten davon (auf den Karten als „Römergrab“ bezeichnet) ist in den 1960ern die restaurierte Grabkammer sichtbar gemacht worden (allerdings mit einem Gitter versperrt). Der Ort des Grabes ist an das Netz der Troppberg-Wanderwege angeschlossen.

## Wirtschaft und Infrastruktur
Nichtlandwirtschaftliche Arbeitsstätten gab es im Jahr 2001 231, land- und forstwirtschaftliche Betriebe nach der Erhebung 1999 176. Die Zahl der Erwerbstätigen am Wohnort betrug nach der Volkszählung 2001 3137. Die Erwerbsquote lag 2001 bei 48,23 Prozent.
Bedeutend ist der bereits 1890 gegründete Wurst und Schinkenerzeuger Fleischwaren Berger, der 450 Mitarbeiter beschäftigt und der in ganz Österreich im Lebensmittelhandel vertreten ist.

### Bildung
In der Gemeinde gibt es fünf Kindergärten, die Volksschule Sieghartskirchen und eine Mittelschule.

## Politik

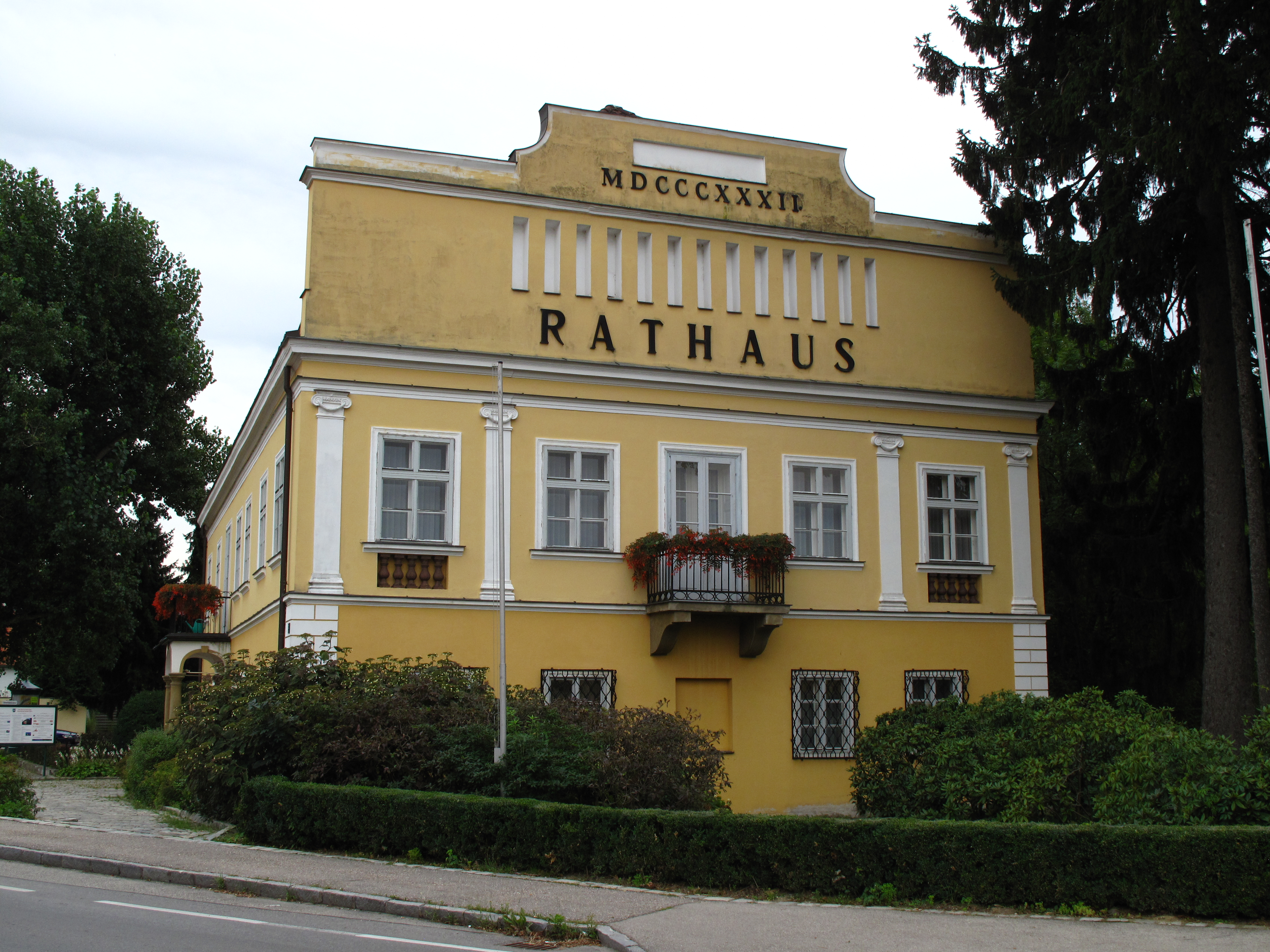
Rathaus

### Gemeinderat
Der Gemeinderat hat 33 Mitglieder.
- Mit den Gemeinderatswahlen in Niederösterreich 1990 hatte der Gemeinderat folgende Verteilung: 16 ÖVP, 11 SPÖ und 2 FPÖ. (29 Mitglieder)
- Mit den Gemeinderatswahlen in Niederösterreich 1995 hatte der Gemeinderat folgende Verteilung: 16 ÖVP, 10 SPÖ und 3 FPÖ.[8]
- Mit den Gemeinderatswahlen in Niederösterreich 2000 hatte der Gemeinderat folgende Verteilung: 14 ÖVP, 12 SPÖ und 3 FPÖ.[9]
- Mit den Gemeinderatswahlen in Niederösterreich 2005 hatte der Gemeinderat folgende Verteilung: 16 ÖVP, 12 SPÖ und 1 Grüne.[10]
- Mit den Gemeinderatswahlen in Niederösterreich 2010 hatte der Gemeinderat folgende Verteilung: 17 ÖVP, 8 SPÖ, 2 FPÖ, 1 Grüne und 1 FBL–Freie Bürgerliste.[11] (29 Mitglieder)
- Mit den Gemeinderatswahlen in Niederösterreich 2015 hatte der Gemeinderat folgende Verteilung: 18 ÖVP, 8 SPÖ, 4 FPÖ, 2 Grüne und 1 FBL–Freie Bürgerliste.[12]
- Mit den Gemeinderatswahlen in Niederösterreich 2020 hat der Gemeinderat folgende Verteilung: 22 ÖVP, 5 SPÖ, 3 Grüne und 3 FPÖ.[13]
- Mit den Gemeinderatswahlen in Niederösterreich 2025 hat der Gemeinderat folgende Verteilung: 15 ÖVP, 9 FPÖ, 5 SPÖ, 2 Grüne und 2 NEOS.[14]

### Bürgermeister
- 1970–1972 Leopold Grünzweig (SPÖ)
- 1994–2008 Josef Ungler (ÖVP)
- 2008–2014 Johann Höfinger (ÖVP)
- 2014–2025 Josefa Geiger (ÖVP)
- seit 2025 Gerald Höchtel (ÖVP)[15]

### Gemeindepartnerschaften
- seit ? Bábolna, Komitat Komárom-Esztergom, Ungarn

## Persönlichkeiten
Ehrenbürger der Gemeinde
- 2008 Josef Ungler, Altbürgermeister[16]
- 2012 Martin Grüßenberger (1945–2019), Pfarrer von Ollern und Ried am Riederberg 1977–2014[17]

Söhne und Töchter der Gemeinde

Geburtshaus von Roman Gutscher um 1888

- Josef Faustenhammer (1934–2017), Mitglied des Bundesrates
- Leopold Grünzweig (1923–2003), Bürgermeister 1970–1972, Landtagsabgeordneter und Landeshauptmannstellvertreter
- Roman Gutscher (1897–1967), Bürgermeister 1945–1964, ehemaliges Mitglied des Bundesrates
- Franz Hadamowsky (1900–1995), Schriftsteller und Theaterwissenschaftler
- Karl Maria Heller (1864–1945), Zoologe
- Johann Höfinger (* 1969), Abgeordneter zum Nationalrat
- Hildegard Joos (1909–2005), Malerin, Vertreterin der abstrakten Malerei und des Konstruktivismus
- Josef Kerschbaum (1935–2006), Politiker, Abgeordneter zum Nationalrat und Gewerkschafter
- Johann Adam Mihm (1774–1851), Pfarrer, Geschichtsschreiber und Chronist
- Helmut Plattner (1940–2016), Jazzmusiker
- Erich Rabl (* 1948), Professor, Historiker und Heimatforscher
- Wolfgang Grünzweig, Musiker[18]

mit der Gemeinde verbunden
- Alfred Buberl (1923–2010), Journalist, Fahrzeugtechniker und -historiker.